# Györgyi (Vorname)
Györgyi ist ein Vorname.

## Herkunft und Varianten
Der Name wird vor allem im Ungarischen verwendet und ist eine weibliche Form von György bzw. Georg.
In anderen Sprachen lautet der Name etwa Gergana (bulgarisch), Đurđa (kroatisch), Jiřina (tschechisch), Georgina (deutsch, spanisch, niederländisch), Georgene/Georgia/Georgiana/Georgina (englisch), Georgette/Georgine (französisch), Georgia (griechisch), Györgyi (ungarisch), Giorgia (italienisch), Djuradja/Đurađa (serbisch).

## Bekannte Namensträgerinnen
- Györgyi Balogh (* 1948), ungarische Sprinterin und Hürdenläuferin
- Györgyi Székely-Marvalics (1924–2002), ungarische Florettfechterin
- Györgyi Zsivoczky-Farkas (* 1985), ungarische Siebenkämpferin